# 释明旸
释明旸（1916年—2002年7月23日），俗姓陈，名心涛，号俊豪，法名戒先，男，福建福州人，中国佛教僧人，曾任中国佛教协会副会长，第七、八、九届全国政协委员。